# BBH (GSM)
Pour les articles homonymes, voir BBH.
BBH est l'abréviation anglaise de Base Band Hopping, littéralement saut (de fréquence) de la bande de base, en GSM.

## Définition
Le BBH est une technologie GSM de saut de fréquence appliquée au TCH, canal logique de transfert de données (voix). Le saut de fréquence est obtenu en distribuant les bursts (unités de signal) du canal TCH sur chaque transmetteur de la station, qui, chacun, garde sa fréquence propre (contrairement au SFH). Le saut de fréquence engendre une diversité de fréquences et diminue les interférences, ce qui améliore la qualité du signal en limitant le brouillage avec les stations voisines et en gommant certaines situations localement défavorables pour une fréquence donnée.

## Sources
- Xavier Lagrange, Philippe Godlewski, Sami Tabbane. Réseaux GSM-DCS, p. 397 et 398.